# Hoover przeciw Kennedym
Hoover przeciw Kennedym (ang. Hoover vs. The Kennedys: The Second Civil War) – kanadyjski serial z 1987 roku.

## Obsada
- Robert Pine – John F. Kennedy
- Nicholas Campbell – Robert F. Kennedy
- Jack Warden – J. Edgar Hoover
- Richard Anderson – Lyndon B. Johnson
- Barry Morse – Joseph P. Kennedy Sr.
- Marc Strange – Clyde Tolson
- Leland Gantt – Martin Luther King
- Djanet Sears – Coretta Scott King
- Heather Thomas – Marilyn Monroe
- Jennifer Dale – Jacqueline Kennedy
- Nicholas Walker – Peter Lawford
- Brioni Farrell – Judith Campbell